# تالي غولارغينت
تالي غولارغينت (بالعبرية: טלי גולרגנט؛ من مواليد 26 نوفمبر 2000) هي مغنية وكاتبة أغاني وممثلة ومدربة صوت إسرائيلية-لوكسمبورغية. والمعروفة فنياً باسم تالي، مثلت لوكسمبورغ في مسابقة الأغنية الأوروبية 2024 بأغنية "Fighter".